# Rectoria (Miralcamp)
Rectoria és una obra de Miralcamp (Pla d'Urgell) inclosa a l'Inventari del Patrimoni Arquitectònic de Catalunya.

## Descripció
Gran casal exempt, de planta irregular, que consta de planta baixa, pis i golfes. Les obertures principal tenen muntants i llinda de pedra, així com la cantonera. Els paraments són arrebossats. En la llinda d'un dels balcons hi ha inscrita la data 1827. Ha estat restaurat en 1998. Continua fent funcions de rectoria.